# Colibri améthyste
Calliphlox amethystina
Genre
Espèce
Statut de conservation UICN

 LC  : Préoccupation mineure
Statut CITES
Le Colibri améthyste (Calliphlox amethystina) est une espèce d'oiseaux de la famille des Trochilidae.

## Description

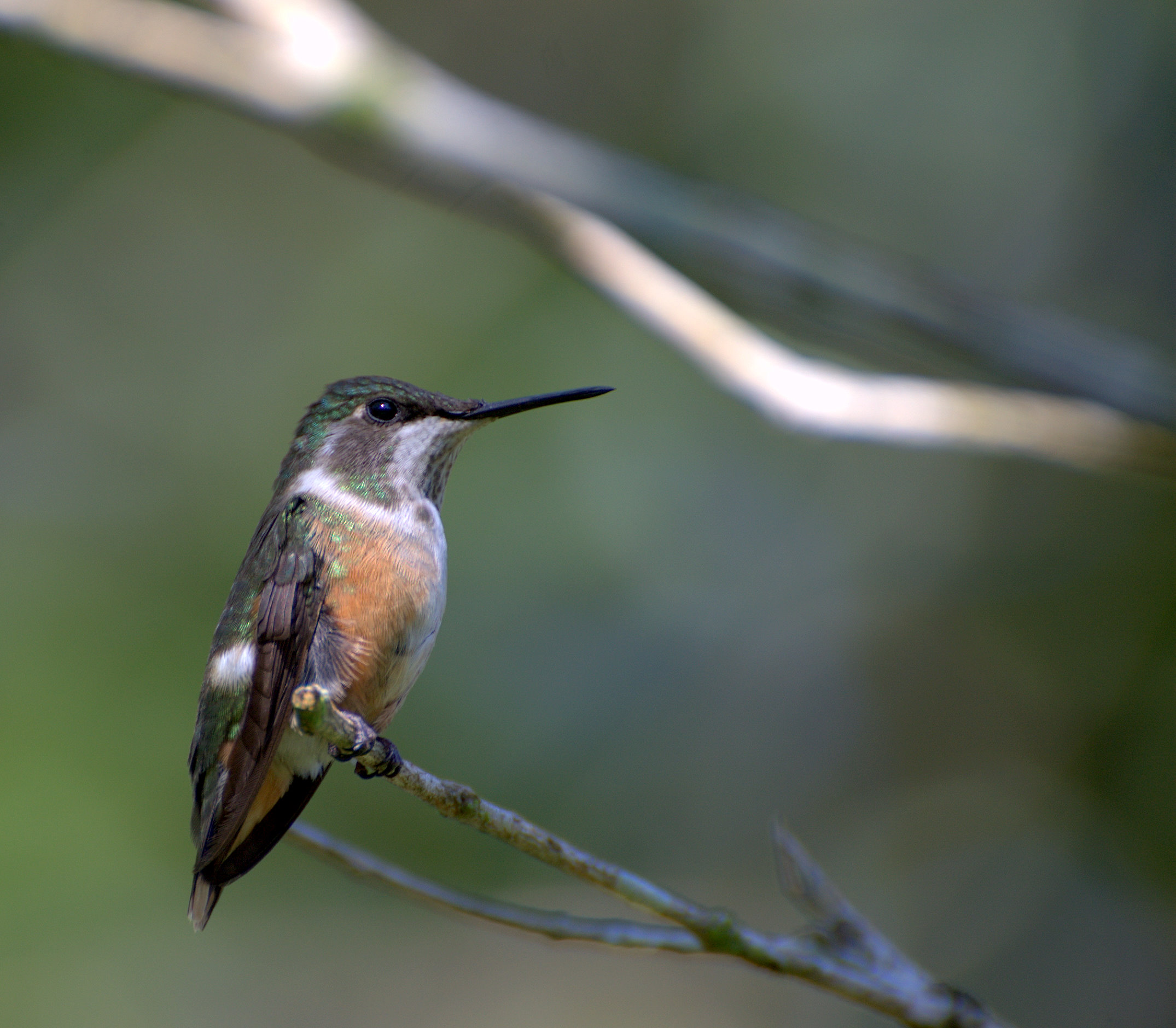
Une femelle

Cet oiseau atteint 9 cm.

## Répartition
Cette espèce se rencontre dans toute la moitié nord de l'Amérique du Sud à l'exception du bassin amazonien.
L'aire de répartition de l'espèce comprend l'Argentine, la Bolivie, le Brésil, la Colombie, l'Équateur, la Guyane, le Guyana, le Paraguay, le Pérou, le Suriname, et le Venezuela.

## Habitats
L'espèce habite les forêts tropicales et subtropicales humides de plaine et de montagne.

Carte de répartition de l'espèce